# Sophie Junker
Pour les articles homonymes, voir Junker (homonymie).
Sophie Junker, née en 1985 à Dison, est une soprano franco-belge, spécialiste de la musique baroque et en particulier la musique de Georg Friedrich Haendel.

## Biographie
Sophie Junker étudie le chant à l'Institut supérieur de musique et de pédagogie de Namur d'où elle ressort diplômée en 2008 et à la Guildhall School of Music and Drama de Londres où elle obtient son diplôme en 2011.

## Rôles
- 2012 : Amour dans Orphée et Eurydice de Gluck, Angers-Nantes Opéra[3]
- 2012 : Israelite Woman dans Esther de Haendel, Haendel-Festspiele Göttingen[4]
- 2013 : Galatée dans Acis et Galatée de Haendel, Opéra royal du château de Versailles[5]
- 2013 : Belinda dans Dido and Æneas de Purcell, Festival de musique d'Innsbruck[6]
- 2013 : Wanda dans La Grande-duchesse de Gérolstein d'Offenbach, Opéra royal de Wallonie[7]
- 2013 : Femme italienne, un fantome et une captive de l'Amour dans Médée de Charpentier, English National Opera[8]
- 2014 : Caio Silio dans Ottone in villa de Vivaldi, Festival d'opéra de Copenhague[9]
- 2015 : Melanto dans Le Retour d'Ulysse en sa patrie de Monteverdi, Festival Enescu de Bucarest[10]
- 2015 : Drusilla dans Le Couronnement de Poppée de Monteverdi, Festival Enescu de Bucarest
- 2015 : Anna Reich dans Les Joyeuses Commères de Windsor de Nicolai, Opéra royal de Wallonie
- 2015 : Vénus dans King Arthur de Purcell, Festival de Beaune
- 2015 : Hélène dans Une éducation manquée de Chabrier, Opera Lafayette (Washington)
- 2015 : Rôle-titre dans Cendrillon de Viardot, Liège
- 2015 : Phoebe dans Castor et Pollux de Rameau, Saint John's Smith Square
- 2016 : Aspasia dans Alexander Balus de Haendel, Festival de Londres
- 2016 : Cleis dans Sapho de Chabrier, Opera Lafayette (New York et Washington)
- 2016 : Hélène dans Une éducation manquée de Chabrier, Opera Lafayette (New York et Washington)
- 2016 : Rôle-titre dans Cendrillon de Viardot, Liège
- 2016 : Deuxième Femme dans Dido and Æneas de Purcell, Opéra de Lausanne[11]
- 2017 : Proserpine et Eurydice dans La Déscente d'Orphée aux enfers de Charpentier, Wigmore Hall
- 2017 : La Première Dame dans La Flûte enchantée de Mozart, Opéra de Limoges
- 2018 : Cunegonda dans Gismondo de Vinci, Theater an der Wien
- 2018 : Elisetta dans Le Mariage secret de Cimarosa, Liège
- 2018 : Drusilla dans L'Incoronazione di Poppea, Staatsoper Unter den Linden
- 2019 : Venus dans La Divisione del mondo de Legrenzi, Strasbourg puis Nancy et Versailles
- 2019 : Stabat Mater de Pergolesi[3] et Leçons de Ténèbres de Couperin, Versailles
- 2019 : Alceste dans Die Getreue Alceste de Schürmann, Rokokotheater Schwetzingen
- 2019 : Sigismondo dans Arminio de Haendel, Haendel-Festspiele Göttingen
- 2019 : Amarilli dans Il Pastor Fido de Haendel, Gliwice puis Haendel-Festspiele Halle
- 2021 : Angelica dans Orlando Furioso de Vivaldi, La Seine musicale
- 2021 : Asteria dans Tamerlano de Haendel, Moscou
- 2022 : Cléopâtre dans Giulio Cesare in Egitto de Haendel[12]
- 2023 : Atalanta dans Serse de Haendel, Rouen

## Discographie
- 2012 : Cantates profanes de Bach, BIS (avec le Bach Collegium Japan et Masaaki Suzuki)[3]
- 2014 : Sacrifices, Harmonia Mundi (Filia dans Jephte de Carissimi avec La Nuova Musica)[13]
- 2016 : Esther de Haendel avec Laurence Cummings (Accent Records)[3]
- 2016 : L'Épreuve Villageoise de Grétry, Naxos[1]
- 2017 : Stravaganza d'amore, Harmonia Mundi (avec Pygmalion ; direction de Raphaël Pichon)[14]
- 2020 : La Francesina, Haendel's Nightingale, Georg Friedrich Haendel, Le Concert de l'Hostel Dieu et Franck-Emmanuel Comte, (Aparté)[15]

## Distinctions
- Premier prix de la London Haendel Competition, 2010[16]
- Premier prix de « The Innsbruck Cesti Competition », 2012[17]
- Choc de Classica pour la Francesina, 2020[18]
- Diamant d'Opéra Magazine pour La Francesina, 2020[18]
- Trophée Forum Opéra dans la catégorie « Meilleur album de l'année » pour la Francesina, 2020[19]
- « Meilleur album baroque vocal de l'année » aux International Classical Music Awards pour la Francesina, 2021[19]